# IBM大型主機
IBM大型主機（英文：IBM mainframe）是IBM自1952年以來推出至今的大型電腦產品。在1960年代至1970年代，由於IBM在大型主機市場競爭中的絕對領先地位，IBM大型主機幾乎成為了大型主機（mainframe computer）的代名詞。直至現時，儘管IBM的大型主機運算效能和頻寬已經遠遠超過1964年推出的System/360了，但是這些大型主機的架構至今仍然基建於System/360之上。

## 外部連結
- Official IBM mainframe page (zSeries/z9) （页面存档备份，存于）
- IBM Mainframe Resources & Forum（页面存档备份，存于）
- IBM Archives: IBM Mainframes（页面存档备份，存于）
- IBM Archives: IBM Mainframe Family tree & chronology（页面存档备份，存于）
- IBM Archives: IBM Mainframe album（页面存档备份，存于）